# روبن پرز
روبن پرز (انگلیسی: Rubén Pérez؛ زادهٔ ۳۰ اکتبر ۱۹۸۱) دوچرخه‌سوار اهل اسپانیا است. وی در مسابقات تور دو فرانس شرکت کرده است.